# ديار المهرة (وادي العين)

تعديل مصدري - تعديل

ديار المهرة هي إحدى قرى عزلة وادي العين بمديرية حورة التابعة لمحافظة حضرموت، بلغ تعداد سكانها 89 نسمة حسب تعداد اليمن لعام 2004.